# Између страха и дужности
„Између страха и дужности” (словен. Med strahom in dolžnostjo) је југословенски и словеначки филм први пут приказан 20. новембра 1975. године. Режирао га је Војко Дулетић а сценарио је написао Карел Гребеншек

## Улоге
| Глумац           | Улога |
| ---------------- | ----- |
| Деметер Битенц   |       |
| Марјета Грегорац |       |
| Ангелца Хлебце   |       |
| Иван Језерник    |       |
| Борис Јух        |       |
| Александер Кросл |       |
| Бранко Миклавц   |       |